# Verdi-Mogul
Verdi-Mogul és una població dels Estats Units a l'estat de Nevada. Segons el cens del 2000 tenia 2.949 habitants.

## Demografia
Segons el cens del 2000, Verdi-Mogul tenia 2.949 habitants, 1.159 habitatges, i 841 famílies La densitat de població era de 47,3 habitants per km².
Dels 1.159 habitatges en un 34,1% hi vivien nens de menys de 18 anys, en un 62,6% hi vivien parelles casades, en un 6,6% dones solteres, i en un 27,4% no eren unitats familiars. En el 22,0% dels habitatges hi vivien persones soles el 5,6% de les quals corresponia a persones de 65 anys o més que vivien soles. El nombre mitjà de persones vivint en cada habitatge era de 2,54 i el nombre mitjà de persones que vivien en cada família era de 2,98.
Per edats la població es repartia de la següent manera: un 25,3% tenia menys de 18 anys, un 5,0% entre 18 i 24, un 23,3% entre 25 i 44, un 36,1% de 45 a 64 i un 10,3% 65 anys o més.
L'edat mediana era de 43,8 anys. Per cada 100 dones hi havia 102,12 homes. Per cada 100 dones de 18 o més anys hi havia 100,91 homes.
La renda mediana per habitatge era de 67.708 $ i la renda mediana per família de 79.342 $. Els homes tenien una renda mediana de 54.048 $ mentre que les dones 36.793 $. La renda per capita de la població era de 38.233 $. Aproximadament el 3,1% de les famílies i el 3,6% de la població estaven per davall del llindar de pobresa.

## Poblacions més properes
El següent diagrama mostra les poblacions més properes.